# Triaenodes toxeres
Triaenodes toxeres là một loài Trichoptera trong họ Leptoceridae. Chúng phân bố ở miền Australasia.